# Lyctopsis
Lyctopsis är ett släkte av skalbaggar. Lyctopsis ingår i familjen kapuschongbaggar.
Kladogram enligt Catalogue of Life:
| Lyctopsis | \| \| Lyctopsis inquilina \| \| \| \| \| \| Lyctopsis pachymera \| \| \| \| \| \| Lyctopsis scabricollis \| \| \| \| |
|           | \| \| Lyctopsis inquilina \| \| \| \| \| \| Lyctopsis pachymera \| \| \| \| \| \| Lyctopsis scabricollis \| \| \| \| |
|           | Lyctopsis inquilina                                                                                                  |
|           | |
|           | Lyctopsis pachymera                                                                                                  |
|           | |
|           | Lyctopsis scabricollis                                                                                               |
|           | |

## Bildgalleri

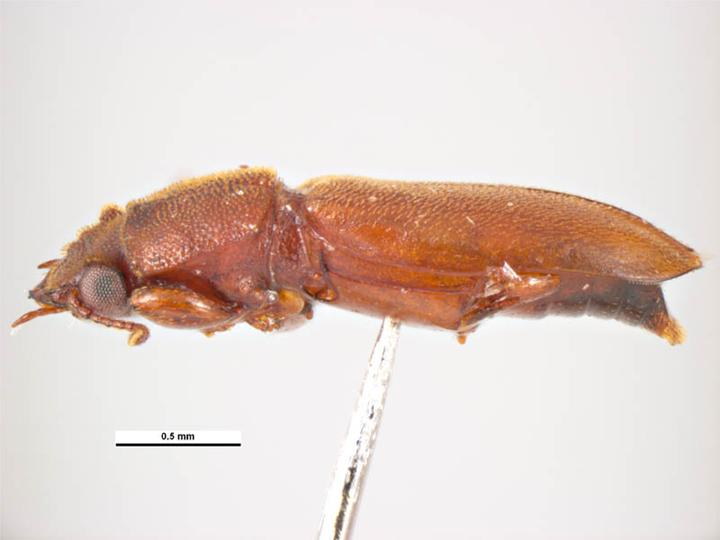